# Розгром кінної групи Жлоби
Розгром кінної групи Жлоби — військово-стратегічна операція білогвардійських сил Російської армії генерала Врангеля проти військ Південного фронту Червоної армії в Північній Таврії наприкінці червня — на початку липня 1920 року, що полягала в оточенні та розсіюванні переважно силами білої піхоти фронтально атакуючої кінної групи червоних в районі Мелітополя.
Деякими військовими фахівцями операція визнається класичним прикладом оточення та повного знищення великої групи кінноти переважно силами піхоти.

## Положення сторін до початку операції
До середини червня 1920 року між протиборчими сторонами в Північній Таврії склалася наступна обстановка.

### Російська армія Врангеля
Донський корпус генерала Ф. Ф. Абрамова займав ділянку на захід від Ногайська — села Романівка, Юр'ївка, станції Нельгівка та Чернігівка. 1-й корпус генерала О. П. Кутепова займав район: колонія Вернесдорф, хутір Куркулак, Еристівка та Василівка. 2-й корпус генерала Я. А. Слащова займав ділянку лівіше 1-го корпусу, лівим берегом Дніпра до села Верхня Лепетиха. Ще далі лівим берегом Дніпра зосередилася група генерала І. Г. Барбовича.

### Червона армія
13-та радянська армія І. П. Уборевича була розташована правим берегом Дніпра, посилена 15-ю, 40-ю та 42-а стрілецькими дивізіями, двома окремими стрілецькими бригадами, 2-ю кавалерійською дивізією імені Блінова та Зведеною кінною групою Д. П. Жлоби у складі 18 кінних полків, добре забезпечених матеріально та технічно. Річка Дніпро роз'єднувала протиборчі сторони. Командування 13-ї армії почало формувати на лівому березі Дніпра в районі міст Олександрівськ, Оріхів та Пологи ударне угруповання з піхотної групи І. Ф. Федька (північніше) та кінної групи Жлоби (південніше) з метою завдати головного удару по частинах Російської армії, готовим здійснити вихід з Північної Таврії на оперативний простір.
29 червня 1920 року кінна група Жлоби, зосереджена в районі Царекостянтинівка — Пологи перейшла в наступ у напрямку Токмак — Чернігівка, мала задачу прорватися до Мелітополя і вийти в тил 1-го армійського корпусу Кутепова, відрізавши його від Донського корпусу Абрамова.
Командування Російської армії Врангеля розробило операцію з припинення цього прориву.

## Сили сторін

### Російська армія Врангеля
- Донський корпус (командир — генерал-лейтенант Ф. Ф. Абрамов; всього близько 4000 багнетів і шабель):
  - 2-а донська дивізія (1500 багнетів і близько 1000 шашок);
  - 3-я донська дивізія генерала Гусельщикова (3500 багнетів і близько 4000 шашок).
- Частина 1-го армійського корпусу[ru] (командир — генерал-лейтенант О. П. Кутепов; всього близько 6000 багнетів і шашок):
  - Корнілівська дивізія[ru] (1800 багнетів);
  - Дроздівська дивізія (2500 багнетів);
  - 2-а кінна дивізія В. І. Морозова[ru] (1500 шашок).

А також: частина 13-ї дивізії, 4 бронепоїзди та броньовики, 20 літаків та 70 гармат.
Загальне керівництво операцією — Головнокомандувач Російської армією генерал-лейтенант барон П. Н. Врангель. Чисельність угруповання військ Російської армії досягала 10-11 тис. багнетів і шабель.

### Робітничо-селянська Червона армія
- Зведена кінна група (командувач — Д. А. П. Жлоба):
  - 1-й кінний корпус (3800 шабель);
  - 2-а Ставропольська кавалерійська дивізія (начальник — П. Є. Дибенко, 1340 шабель);
  - дві кавалерійські бригади 40-ї дивізії (1500 шабель);
  - 9 літаків.

Загальне керівництво операцією — командувач 13-ї армії Південно-Західного фронту І. П. Уборевич. Чисельність військ Червоної армії в операції оцінюється від 7,5 до 12 тис. шабель.

## Хід операції

### Загальний оперативний стан
План оперативних дій командування Червоної армії та 13-ї армії на Південно-Західному фронті у другій половині червня 1920 року полягав у наступному: група 13-ї армії, що знаходиться на правому березі Дніпра (Латиська та 52-а стрілецькі дивізії) мала розвинути наступ з району Берислава у загальному напрямку Каховка — Перекоп; група Федько (30-а, 46-а та 15-а дивізії, 2-а стрілецька бригада та дві бригади 23-ї стрілецької дивізії), розвернувшись на фронті Шеребець — Оріхів — Пологи, мала завдавати удару у напрямку Мелітополя. Дії цих двох груп мали скувати головні сили противника.
У цей час кінна група Жлоби, зосереджена до 27 червня в районі Гусарка — Попівка — Бельманка — Царекостянтинівка, націлювалася на Мелітополь. До 21-ї години 27 червня частини кінного корпусу досягли: 1-а кавалерійська дивізія — Царекостянтинівки, а 2-а кавалерійська дивізія — Попівки — Олексіївки. Кінний корпус Жлоби було посилено 2-ою кавалерійською дивізією імені Блінова та 40-ою стрілецькою дивізією. Ударній кінній групі Жлоби була поставлена найближча цілб розгромити Донський корпус, а далі захопити в найкоротший термін район Мелітополя. Захоплення Мелітополя виводило ударну групу Жлоби в тил головних сил Токмацької групи Російської армії, відрізаючи її від Криму.

Головнокомандувач Російської армією П. Н. Врангель 25-26 червня від своєї агентури дізнався про підхід кінної групи Жлоби і так описує свої дії на початку операції:
Отримано відомості про підхід на східну ділянку фронту кінного корпусу «товариша» Жлоби. Частини останнього прибули з Кавказу залізницею і висаджувалися на станціях Волноваха, Розівка, Царекостянтинівка. 14-ого червня (27 червня 1920 року за новим стилем) я повернувся до Мелітополя. Я вирішив не дати супротивникові закінчити зосередження та вирвати у нього з рук ініціативу. Того ж дня я віддав наказ: До 16 червня (29 червня 1920 року за новим стилем) військам прийняти наступне угруповання: Донському корпусу, залишивши заслін на бердянському та маріупольському напрямках, зосередити головну масу кінноти в район Верхній Токмак — Чернігівка — Семенівка, маючи завдання атакувати надалі на фронті Пологи — Вербове; 2-му корпусу, залишивши заслін на олександрівському напрямку, головну масу своїх сил, у тому числі і всю кінноту та Дроздівську дивізію, зосередити на північний захід від Великого Токмака, маючи завдання атакувати противника на фронті Вербове — Оріхів.

### Початок кінного рейду групу Жлоби
28 червня, захопивши кулемети та полонених 3-ї Донської дивізії, кінна група Жлоби прориває фронт Донського корпусу та займає Чернігівку. 3-я Донська дивізія генерала Гусельщикова була змушена відійти на лінію Михайлівка — річка Бегім-Чокрак, також вступила в бій і 2-а Донська дивізія.
29 червня частини кінного корпусу до 8 години з боєм виходять на лінію Ніколайдорф — Шпаррау і, розвиваючи подальший наступ, до 14 години висуваються в район Клефельд — Александркроне та Шардау — Марієнталь. У цей час кінні сили Російської армії чисельністю до кавалерійської дивізії за підтримки бронемашин і ескадрильї в 12 літаків переходять із району Михайлівка у рішучий наступ у фланг і тил кінної групи. Під тиском цих сил лівофлангові частини корпусу Жлоби змушені відійти на лінію Гнаденфельд — Шпаррау. Перегрупувавшись, кіннота Жлоби знову відкидає кінні частини Врангеля на річку Юшанли. При цьому авіація Російської армії завдає великих втрат кінному складу корпусу Жлоби.
30 червня білі силами піхоти здійснюють спроби наступу з Рікенау на Ніколайдорф, але після короткого бою відходять на висоти, розташовані в 6 км на захід від Ніколайдорфа.
1 липня вночі корпус Жлоби вирішує здійснити нічний наліт на позиції білих, але не виявляючи супротивника, без бою займає Фріденсдорф — Моргенау — Рікенау. Вдень бої продовжуються у цьому ж районі. У ніч проти 2 липня частини 1-ї кавалерійської дивізії здійснюють наліт на район Блюменорт — Тиге — Орлово, зарубавши у зазначених селищах до 400 чол. піхоти білих.
2 липня о 13 годині частини 1-го корпусу Жлоби та 2-ї кавалерійської дивізії (Дибенко) повели наступ у загальному напрямку Прагенау — Астраханка. Зустрівши за день кілька разів опір супротивника (під Прагенау, Ліхтфельдоль), що чіплявся для виграшу часу за окремі населені пункти і стримував натиск кінноти червоних кулеметним та артилерійським вогнем, кінна група заночувала в районі Тігервейде — Ліхтенфельд — Александеркрон — Прагенау.

### Початок оточення кінної групи

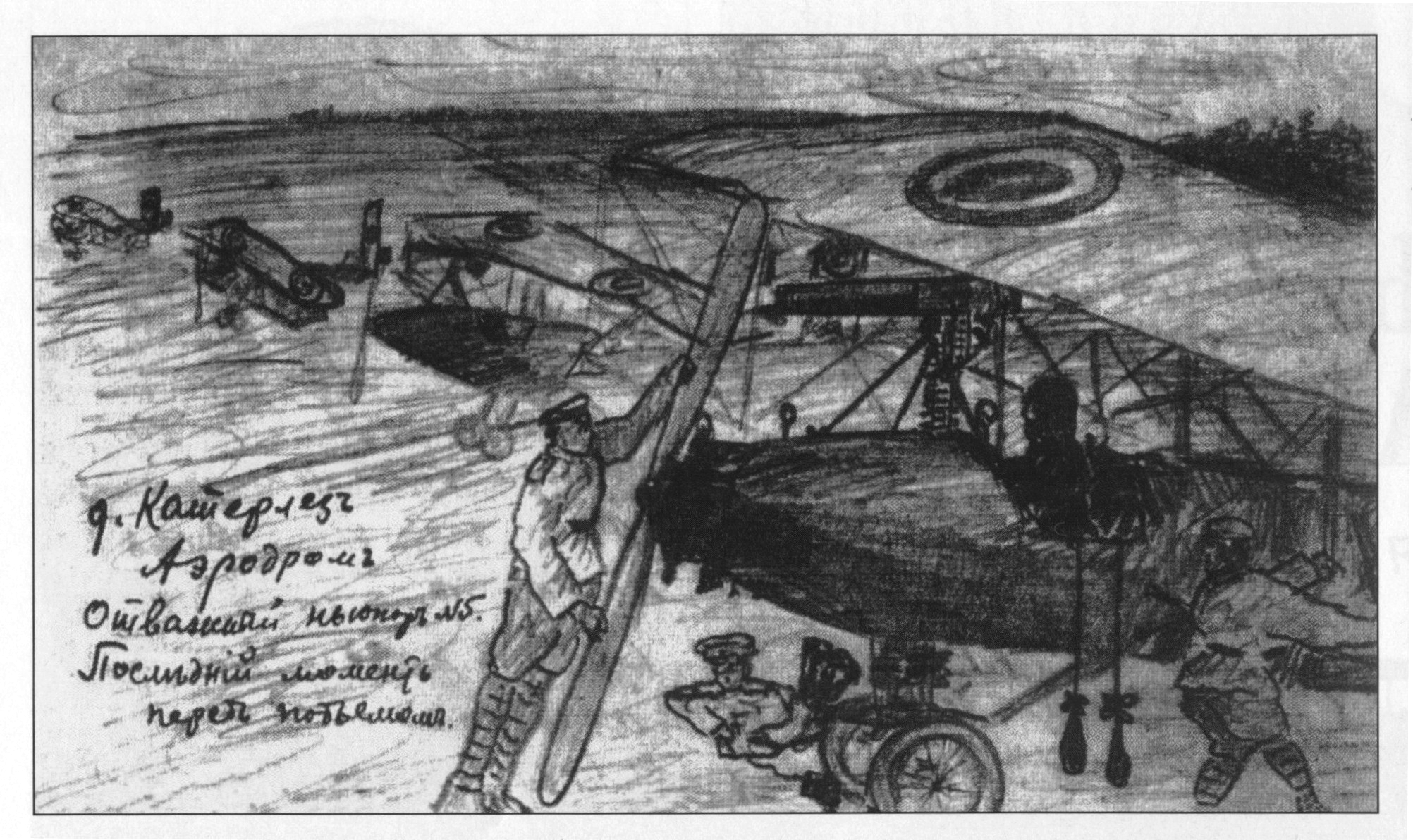
Малюнок кадета, на якому зображено авіазагін Російської армії Врангеля у червні 1920 року. Авіація Врангеля відіграла вирішальну роль у результаті операції з розгрому кінної групи Жлоби

У цей час білі стягують великі піхотні сили у цей район і беруть кінну групу Жлоби у лещата з півночі та півдня.
«Офіційне повідомлення штабу Головнокомандувача ЗСПР № 534 16 червня.
На всьому фронті армії зав'язалися великі бої зі свіжими частинами противника, що підійшли. Кінна група противника, що відтіснила наші частини з району В. Токмака та Чернігівки, була атакована нашою кіннотою з півдня і відкинута нею до Чернігівки, причому нами захоплені 2 гармати та полонені. Кінні частини противника, що знову підійшли, зупинили наш подальший успіх. Бій у цьому районі триває. На схід від В. Токмака червоні після завзятих боїв відтіснили наші частини від Вернерсдорфа. На Оріхівському та Олександрівському напрямах наші наступаючі частини завдали червоним сильний удар і зайняли ряд селищ, захопивши полонених та військову здобич. Бій продовжується. На Дніпрі супротивник у кількох пунктах намагається переправлятися на наш берег, але енергійними діями наших частин відбивається».
Історик Какурин наводить відомості, що до вечора 2 липня частини Врангеля, призначені для ліквідації кінної групи Жлоби, розташовувалися таким чином: 2-а Донська дивізія (1500 багнетів і близько 100 шашок) головними силами зосередилася в районі Оріхівка; 3-я Донська дивізія (2000-3000 багнетів) займала район села Астраханка; частини 1-го армійського корпусу займали такі райони: Корнілівська дивізія (1800 багнетів) — район Орлов — Тиге — Розенрот — Лінденау, Дроздовська (2500 багнетів) і 2-а кінна дивізія (1500 шашок) — район Гальбштадт — Молочна. У районі Великий Токмак зосереджувалися частини 13-ї піхотної дивізії. На залізничній ділянці Федорівка-Стульнєво курсували бронепоїзди; авіаційні сили під командою генерала Ткачова мали сприяти розвідкою та вогневою атакою з повітря. Загальна чисельність сил, виділених для оточення кінноти червоних, сягала 10-11 тис. осіб. Це сильно занижені цифри, сам Генерал Врангель вказує такі цифри — «загальна чисельність військ склала — 15000 багнетів і 6500 шашок».
Підсумком боїв 17-19 червня було потрапляння величезних мас червоної кавалерії Жлоби в мішок. «Кінна маса т. Жлоби, втягнута протягом попередніх боїв в утворений вузький мішок, внаслідок охоплюючого розташування стійких флангових частин Російської армії, виявилася оточеною з усіх боків. Внаслідок природної тісноти, що склалася, група Жлоби втратила значною мірою найголовнішу якість кінноти — рухливість і маневреність».
Враховуючи це становище, командування Російською Армією ухвалило рішення: «У ніч на 20 червня Корнілівській дивізії було наказано нічним маршем перейти в колонію Рікенау і далі на схід. Кіннота Жлоби попередніми боями з 3-ї Донський дивізією виявилася втягнутою в мішок. Корнілівці мали його закрити».

### Генеральна битва 3 липня та розсіювання кінної групи
20 червня 1920 року на лінію залізниці, що прилягала до місця передбачуваних дій, було висунуто чотири бронепоїзди; зосереджені були також броньовики та літаки та посилені піхотні частини. Практично весь корпус противника було виявлено у районі колонії Ліхтфельд, і начальник Корнілівської дивізії генерал М. В. Скоблін вирішує провести атаку противника. Все перегрупування було зроблено вночі, і ще до світанку 20 червня білі частини перейшли в наступ для оточення та остаточної ліквідації червоної кінноти Жлоби (повідомляв військовий фахівець, учасник боїв у Північній Таврії на боці білих козаць генерал Голубінцев).
Червона кавалерія спочатку виявила достатню холоднокровність. На розгорнутий фронт корнілівців було пущено чотири полки, а два полки в обхват їхнього лівого флангу. Командир 2-го Корнілівського полку полковник Пашкевич, залишивши два батальйони своєму заступнику, негайно викликав з резерву третій батальйон і знову сам повів його проти колони червоних. На допомогу Пашкевичу кинувся бігом полковник Щеглов з 3-м полком. Густі лави супротивника поскакали в атаку. Між вершниками розстилалися трійки з кулеметними тачанками. Тупіт, гикання, тріск кулеметів мчали назустріч корнілівцям. Тим самим кроком у зімкнутому строю продовжували йти батальйони, розстрілюючи лави з ручних кулеметів. Як і вперше, атака піхоти на атакаючу її кавалерію навела жах: лави червоних, не доскакавши до корнілівців, кинулися назад і в сторони. Червоні кавалеристи, бачачи себе оточеними, зробили низку відчайдушних спроб прорватися всією кінною масою. Втративши організованість і згуртованість, вони почали шукати порятунку втечею.
Частина групи на чолі зі Жлобою, що розстрілюється з усіх боків, кинулася на північний захід у район Великого Токмака, але біля колонії Мунтау потрапила під кулеметний вогонь білої піхоти. Командувач Корнілівської дивізії генерал Скоблін: «Атака західної групи червоної кінноти на правий фланг 2-го Корнілівського полку (нерозбірливо) і 3-го Корніловського полку, що йшли на кінноту при блискучій підтримці 7-ї Корніловської і 1-ї батарей (нерозбірливо) була стримана. Ця кінна група взяла на захід, привела себе в долині у відносний порядок і знову атакувала нас вже у напрямку на Рекенау, але в цей час 1-й Корнілівський полк зі східної околиці Рікенау, залишивши там один батальйон у резерві (нерозбірливо) у контратаку на захід по обидва боки дороги Рікенау — Тігервейді, прагнучи відрізати шлях відходу кінноти». Командувач дивізії відзначає відмінну роботу кулеметних розрахунків та 7-ї Корнілівської батареї.
Круто повернувши на північний схід і розбившись на групи, червоні намагалися прорватися північніше залізниці, але, зустрінуті бронепоїздами, кинулися вздовж полотна залізниці у бік колонії Ландскроне. Тут їм перерізала шлях донська кіннота генерала Морозова і разом із корнілівцями, що приспіли на підводах, остаточно їх добила. Червоні частини було знищено, частково взято в полон. Товариш Жлоба встиг вискочити з цієї кривавої бійні на своєму автомобілі лише дивом.
Інша половина червоної кінноти, що знаходилася в хвості і менш постраждала, кинулася від колонії Фріденору на південний схід, але, зустрівшись з кіннотою генерала Калініна, що наближалася їй назустріч, ухилилася від бою і звернула назад на колонію Моргенау, сподіваючись, мабуть, з'єднатися із залишеною нею головною частиною кінної групи.
Паралельне переслідування кіннотою генерала Калініна і літаками та вогонь піхоти добровольців викликали паніку. Рванувшись на схід і лише завдяки запізненню кінноти генерала Морозова, яка ще продовжувала ліквідацію головної частини червоної групи, залишкам червоної кавалерії вдалося вислизнути з кільця. 20 червня кінна група Жлоби була повністю розбита, втративши багато вбитими. Також трофеями військам, що брали участь у цьому побоїщі, дісталися: «40 гармат, 200 кулеметів, 2000 полонених і 3000 коней». Розгром групи Жлоби є рідкісним для військової історії прикладом оточення та повного знищення великої групи кінноти.
Великий внесок у цю перемогу зробила і авіація Російської армії. Ось що пише про дії своїх підлеглих генерал В. М. Ткачов: «…Після виявлення повітряною розвідкою під моїм керівництвом була атакована одна з кінноти Жлоби у дер. Вальдгейм. Після бомбардування червоні в паніці кинулися в поле. Льотчики, знизившись, кулеметним вогнем і бомбами розгромили цю групу червоних, які бігли на схід і північний схід…». Відбувалися навіть повітряні бої. Підпоручику Трескіну 18 червня довелося вступати в бій з чотирма аеропланами червоних: «Незважаючи на нерівні сили і отримані 17 пробоїн, з яких 2 пройшли через кабіну підпоручика Трескіна в безпосередній близькості від нього, а одна куля потрапила в момент стрільби в обойму кулемета, підірвавши в останній частину патронів, що знаходилися в ній, продовжував свій маршрут, знизивши один літак червоних, після чого три інших опустилися до себе на аеродром».
Внаслідок цієї перемоги, Російська армія Врангеля змогла на короткий час перехопити стратегічну ініціативу та продовжити наступ на Катеринослав та Південну Україну. Великі втрати військ Червоної армії змусили червоних тимчасово відступити. У прихильників Білого руху виникла надія на перемогу у війні.
Як писав Б. О. Штейфон, операція справила сильне враження на іноземних представників, що перебували при головнокомандувачі. Безпосереднім результатом військового успіху стало велике політичне та моральне досягнення: французький уряд повідомив про визнання де-факто уряду Півдня Росії, а також своє рішення відправити до Севастополя свого дипломатичного представника.

## Нагородження
За виявлену в бою хоробрість під час цієї операції було вручено останній на Російській землі Георгіївський хрест — Георгіївським кавалером став 18-річний вахмістр П. В. Жадан, за порятунок штабу 2-ї кінної дивізії генерала Морозова. Жадан на чолі ескадрону в 160 шашок розсіяв тритисячну кінну колону комдива Жлоби, що намагалася вирватися з «мішка» прямо на штаб дивізії.
Генерал Морозов наказом Головкому Російської армії нагороджений орденом Святого Миколая Чудотворця 2-го ступеня (наказ № 3651). «…Начальник 2-ї кінної дивізії Василь Морозов за те, що в боях 19 та 20 червня 1920 року проти кінної групи червоних під начальством Жлоби, коли охоплені з усіх боків червоні у відчаї кинулися в атаку на наші частини, прагнучи прорвати їхнє кільце, він з'являвся у всіх загрозливих місцях і перебуваючи під згубним рушничним і кулеметним вогнем, особисто керував частинами своєї дивізії, ведучи в атаку, подаючи приклад доблесті і самовідданості і викликаючи підлеглих на найбільші прояви героїзму»
За відмінності у боях проти червоних наказом від 24 липня 1920 року № 3296 срібними трубами з Миколаївськими стрічками було нагороджено 3-й, 4-й, 5-й, 6-й Донські полки, Дзюнгарський Калмицький кінний полк та 2-а і 3-я Донські кінні батареї зі складу 2-ї Донської дивізії.